# Liste der Naturdenkmale in Siefersheim
Die Liste der Naturdenkmale in Siefersheim nennt die im Gemeindegebiet von Siefersheim ausgewiesenen Naturdenkmale (Stand 29. Februar 2024).

## Ehemalige Naturdenkmale
| Nr. | Bezeichnung               | Lage                                                | Beschreibung | Bild                                    |
| --- | ------------------------- | --------------------------------------------------- | --- | --------------------------------------- |
|     | Ödung auf dem Martinsberg | südöstlich des Ortes; Flur Auf dem Martinsberg Lage | artenreicher Steppenrasen mit umgebenden Gebüschen; flächenhaftes Naturdenkmal; Rechtsverordnung aufgehoben, jetzt Teilfläche des Naturschutzgebiets Höll-Martinsberg | Direkt Bild zu diesem Denkmal hochladen |